# Isskjutning

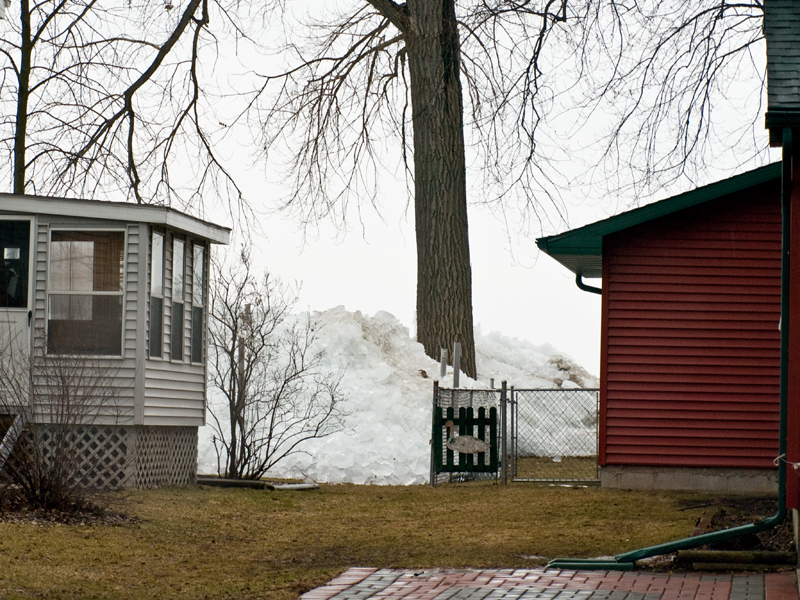
Isskjutning i Wisconsin 2009.

Isskjutning är när is sätts i rörelse på hav eller större insjöar. Rörelsen kan orsakas av vattenströmmar, starka vindar eller lufttemperaturökning. Isskjutning kan medföra skador på växtligheten eller byggnationer nära stranden. Begreppet "is-tsunami" förekommer.